# Triptognathus fumigator
Triptognathus fumigator är en stekelart som först beskrevs av Johann Ludwig Christian Gravenhorst 1820.  Triptognathus fumigator ingår i släktet Triptognathus och familjen brokparasitsteklar.

## Underarter
Arten delas in i följande underarter:
- T. f. bipustulatus
- T. f. duponchelii